# Registro de buques (España)
Dada la importancia que tiene la flota de buques para la economía nacional, existe legislado desde antiguo en España un sistema de doble registro de buques.
Por un lado, el Registro de Matrícula (RD. 1.027/1989) de carácter público administrativo según el artículo 3, en él se anotan con carácter previo al Registro Mercantil la inscripción inicial del buque, desguace, pérdida, cambio de lista y nombre. 
Por otro, el Registro mercantil (artículos 145 a 190 del Reglamento del Registro Mercantil de 1956) en el que se inscriben todas aquellas incidencias del buque que tengan efectos jurídicos privados, es decir, las transferencias de propiedad y actos creativos, modificativos o extintivos de cargas, gravámenes o hipotecas del buque. La inscripción de buques en el Registro Mercantil se hace en el que corresponda al distrito marítimo en que se halle matriculado el buque. Las inscripciones de uno deben ser transcritas en el otro para lograr una perfecta coordinación entre ambos.

## Registro de matrícula
Existe un Registro de Matrícula en cada Distrito Marítimo y un Registro Central llevado por la Dirección General de la Marina Mercante.
El artículo 1 del Real Decreto 1.027/1989 establece la obligatoriedad de inscripción de todos los buques y empresas marítimas que explotan buques. Los efectos de las inscripción se describen en el artículo 2 y son el amparo de la legislación española y la posibilidad de acogerse a los derechos que ésta concede, así como arbolar la bandera de España.
El registro se basa en un sistema de Listas (libros foliados), de manera que cada buque, embarcación o artefacto naval sólo podrá estar matriculado en un Registro de Matrícula y su inscripción se hará en la lista que le corresponda según su procedencia y actividad. El número total de listas es nueve y están numeradas en el artículo 4.1 del Real Decreto 1.027/1989.

## Listas de buques
- Lista primera: Plataformas de extracción, los remolcadores de altura, los buques de apoyo y los que suministran a las plataformas y no se inscriban en otra lista.
- Lista segunda: Los buques de construcción nacional o importados dedicados al transporte de mercancías, de pasajeros o de ambos.
- Lista tercera: Los buques de construcción nacional o importados dedicados a la pesca con fines comerciales.
- Lista cuarta: Los buques auxiliares de pesca o de actividades de acuicultura.
- Lista quinta: Remolcadores, embarcaciones y artefactos navales dedicados a servicios de puerto, radas o bahías.
- Lista sexta: Embarcaciones de recreo o deportivas que se exploten con fines lucrativos.
- Lista séptima: Los buques de construcción nacional o importados dedicados a la práctica deportiva o la pesca sin ánimo de lucro.
- Lista octava: Buques y embarcaciones de organismos públicos.
- Lista novena o de registro provisional: Buques en construcción, salvo las embarcaciones deportivas construidas en serie.

- Datos: Q6104102